# 旋回ベアリング

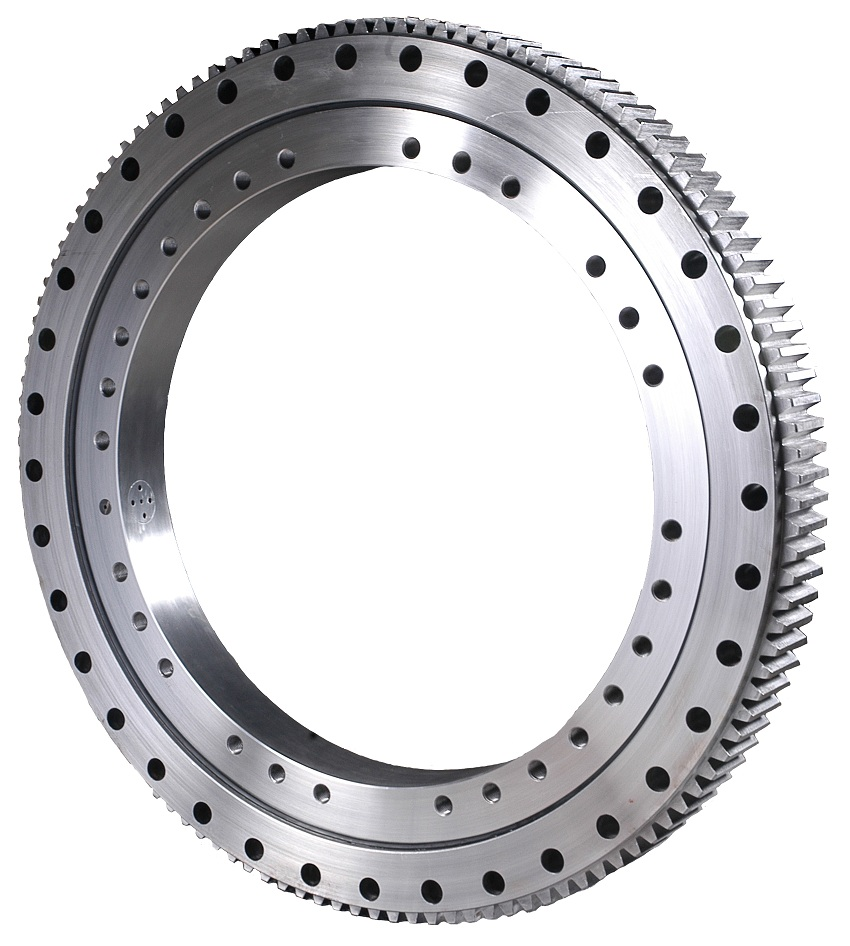

旋回ベアリング（せんかいベアリング）は、クレーンや油圧ショベルのような大型の旋回構造を持つ機械において、旋回部分を支える部品である。旋回ベアリングは、軸方向の荷重を支えながら滑らかに回転することが要求されるので、スラスト軸受の一種である。それに加えて、曲げモーメント（荷重による旋回体の倒れ）にも耐える構造を備えていることが多い。